# 篠原悠那
篠原 悠那（しのはら ゆうな、1993年〈平成5年〉8月 - ）は、日本のヴァイオリニスト。福井県坂井市出身。弦楽四重奏団・カルテット・アマービレの第1ヴァイオリン担当。

## 略歴
1993年（平成5年）8月に北海道で生誕。福井県坂井市で育つ。
自分のピアノ伴奏で一緒に演奏がしたいという父親と、発表会で可愛いドレスを着せたいという母親の考えにより、習い事の一つとして4歳のときからバレエと共にヴァイオリンを開始。4歳より山下金彌に、小学3年生だった9歳より辰巳明子に師事。月に2回ほど、福井県から東京都へレッスンに通うこととなる。
小学生の2002年（平成14年）から、石川県で行われる「いしかわミュージックアカデミー」に参加。その後2005年（平成17年）、2009年（平成21年）、2010年（平成22年）にも参加し、2012年（平成24年）に参加した際はIMA奨励賞も受賞。
2004年（平成16年）、第58回・全日本学生音楽コンクール大阪大会において小学校の部で第1位となる。2005年（平成17年）より毎年、笠間市で行われるクールシュヴェール国際音楽アカデミーinかさまを受講。その後、2008年（平成20年）にクールシュヴェール国際音楽アカデミーinかさま音楽賞を受賞。
2006年（平成18年）ポーランドの第10回・リピンスキ・ヴィエニヤフスキ国際コンクールのジュニア部門で第3位となる。
高校1年生の2009年（平成21年）、富山室内楽講座に参加するため弦楽三重奏の「東京SKYトリオ」を組んだのをきっかけに、室内楽に力を入れるようになる。同年より桐朋ストリングス・セミナー、桐朋学園大学ギル・シャハム特別公開レッスンを受講。同年、ドイツの第7回・レオポルト・モーツァルト国際ヴァイオリン・コンクールで審査員特別賞Jugendforderpreis受賞。
高校3年生の2011年（平成23年）より毎年、霧島国際音楽祭のマスタークラスでダニエル・ゲーデ（ドイツ語: Daniel Gaede）らの指導を受け、その後2013年（平成25年）の第34回と2014年（平成26年）の第35回に霧島国際音楽祭賞と堤剛より音楽監督賞を、2015年（平成27年）の第36回に霧島国際音楽祭賞を受賞。ダン・タイ・ソンと共演した2019年（令和元年）以降は毎年出演しており、霧島国際音楽祭の管弦楽団であるキリシマ祝祭管弦楽団の一員としても舞台に立っている。
2011年（平成23年）、第80回・日本音楽コンクール第2位、並びに岩谷賞を受賞。同年、東京音楽アカデミーマスタークラスのザハール・ブロンによるヴァイオリンコースを受講。
2012年（平成24年）3月、桐朋女子高等学校音楽科を首席で卒業。2012年（平成24年）度よりヤマハ音楽支援制度の対象者となる。同年、東京文化会館で行われた第2回・ガダニーニコンクールで第1位となり、1753年製J.B.ガダニーニを2年間貸与される。同年夏、大友直人が芸術監督をしている2週間強のセミナー「MMCJ」を受講。同年、テレビマンユニオン音楽事業部による若い四重奏団の発掘と育成を目的として10月から翌年2月まで実施される一般公開の講習会企画「プロジェクトQ」の第10章に、学校法人桐朋学園の学生による「ローゼ弦楽四重奏団（英語: Quartet Rose）」としてヴィオラの中恵菜、ヴァイオリンの石原悠企、チェロの三井静と参加し、ギュンター・ピヒラーらの指導を受ける。
2013年（平成25年）から、ミュージック・アカデミーinみやざきのマスタークラスを受講し、宮崎国際音楽祭管弦楽団にも参加。2015年（平成27年）、2016年（平成28年）、2018年（平成30年）も受講して同管弦楽団に参加し、2019年以降は宮崎国際音楽祭に出演する年もある。2013年（平成25年）3月26日、JTが育てるアンサンブルシリーズに出演し岩崎洸と共演。同年、アメリカ合衆国のインディアナ大学システム・ジェイコブズ音楽院の現代日本音楽祭に桐朋学園大学代表として派遣され「ローゼ弦楽四重奏団」として出演。同年、第11回・東京音楽コンクールの弦楽部門で第2位となる。同年9月、JT「期待の音大生によるアフタヌーンコンサート」にローゼ弦楽四重奏団として出演。同年10月から、ヴァイオリンの篠原とヴィオラの中にヴァイオリンの桐原宗生とチェロの横田誠治を加えた桐朋学園大学の在学生4名で結成した「リュミエール・クァルテット（英語: Lumiere Quartet）」として、プロジェクトQ・第11章に参加。
2014年（平成26年）10月からのプロジェクトQ・第12章では、篠原と中にチェロの笹沼樹とヴァイオリンの大江馨を加えた4名で参加。
2015年（平成27年）度、明治安田クオリティオブライフ文化財団音楽分野助成制度の対象者となる。2015年（平成27年）4月からは大江に代わり、リュミエール・クァルテットにヴァイオリンの北田千尋が加入し、後のカルテット・アマービレの4名が揃う。同年には山口県と福岡県で演奏会を行い、同年6月には学内成績優秀者による第94回・桐朋学園室内楽演奏会に出演。同年10月からのプロジェクトQ・第13章ではカルミナ四重奏団、今井信子らのマスタークラスを受講。2015年（平成27年）、第1回・宗次ホール・ツィゴイネルワイゼン・ヴァイオリンコンクールで第1位となる。
2016年（平成28年）、エピックレコードジャパンよりアルバム『Estreno』をリリースし、トッパンホールでデビューリサイタルを行う。同年9月から、スイスの国際メニューイン音楽アカデミー（英語: International Menuhin Music Academy）にも在籍し、マキシム・ヴェンゲーロフに師事。ヴェンゲーロフの指導は大変細かくて厳しく、何度も止められ両手や身体全体の動かし方を注意され直された。同氏とは国際メニューイン音楽アカデミーのコンサートやヴェンゲーロフが招かれているヨーロッパ各国の音楽祭に連れて行って貰い共演。
2017年（平成29年）3月、桐朋学園大学ソリスト・ディプロマ・コース修了。
2018年（平成30年）度と2019年度のロームミュージックファンデーションにおける奨学生に選ばれる。2019年（令和元年）8月に国際メニューイン音楽アカデミーを修了しディプロマを取得。同年4月から在籍している桐朋学園大学大学院修士課程において、9月から辰巳明子の下で学ぶ}。
2021年（令和3年）3月、桐朋学園大学大学院修士課程修了。
2023年（令和5年）、岩城宏之音楽賞を受賞。
2024年（令和6年）1月1日付で、日本センチュリー交響楽団の客員コンサートマスターに就任。

## 人物
使用楽器は宗次コレクションより貸与された1832年製G.Fプレッセンダex“カール·フレッシュ”。
一人っ子。身長159.5センチメートル。趣味はジョギング。
カルテット・アマービレの仲間から呼ばれている愛称は「隊長」「おゆち」。カルテット・アマービレの仲間から見た性格は、カルテット・アマービレの中で一番真面目、可愛いらしい性格、意外とおちゃめ。

## エピソード
室内楽を東京クヮルテットの磯村和英、藤井一興、徳永二男、佐々木亮、毛利伯郎、原田幸一郎、岩崎洸、加藤知子、山口裕之、漆原啓子などに師事。
テレビ番組『題名のない音楽会』では、19歳のとき約9年ぶりに出演した2012年（平成24年）11月11日放送回「未来の大器リターンズ」に出演した際、沼尻竜典の指揮で東京交響楽団と共に演奏したが、沼尻竜典が指揮する桐朋学園オーケストラでもコンサートマスターも務めた。
カルテット・アマービレの仲間では、ヴィオラの中恵菜とは桐朋女子高等学校のときから一緒で、チェロの笹沼樹は高校の後輩であり霧島国際音楽祭のマスタークラス受講生としても一緒に講義を受けるなど、よく同じ場にいることが多かった。霧島国際音楽祭にはカルテット・アマービレとして2016年（平成28年）にマスタークラスを受講し同音楽祭の賞を受賞しており、2019年（令和元年）以降は毎年参加している。
霧島国際音楽祭をはじめ、別府アルゲリッチ音楽祭や宮崎国際音楽祭にオーケストラの一員として参加。オーケストラ・アンサンブル金沢、名古屋フィルハーモニー交響楽団、セントラル愛知交響楽団、日本フィルハーモニー交響楽団、東京交響楽団、桐朋学園オーケストラ、関西フィルハーモニー管弦楽団、仙台フィルハーモニー管弦楽団等と共演。
2015年（平成27年）度、シャネル・ピグマリオン・デイズ・アーティストに選ばれ、シャネル・ピグマリオン・デイズ室内楽シリーズでも2023年（令和5年）11月に演奏。
カルテット・アマービレの仲間からは、電話で予約困難なレストランの予約を押さえるなど、率先して物事をやりたいときには眼や呼吸で念力のように物事を動かす人物だと評価されている。

## 作品

### アルバム
- 四月は君の嘘 僕と君との音楽帳（2014年11月19日） - アニメ『四月は君の嘘』サウンドトラック。
- 四月は君の嘘 ORIGINAL SONG & SOUNDTRACK（2015年1月21日） - アニメ『四月は君の嘘』サウンドトラック。
- 四月は君の嘘 トゥインクル リトルスター（2015年3月25日） - アニメ『四月は君の嘘』サウンドトラック。
- Estreno（2016年2月24日）

## 出演
テレビ番組『題名のない音楽会』の2003年（平成15年）3月23日放送回では、話題の天才ちびっこ少年少女を紹介する番組企画「未来の大器」の第2回目として福井県で公演が行われた福井編で初登場し、2012年（平成24年）11月11日に放送された番組企画「未来の大器リターンズ」にも出演。篠原は「番組がきっかけで芽が出た」と語っており、林周雅ストリングスとしての出演も含め同番組に多数出演している。
2014年（平成26年）10月9日から2015年（平成27年）3月まで放送されたフジテレビ系アニメ『四月は君の嘘』では、ヒロイン役「宮園かをり」のモデルアーティストとして、本編に使用される楽曲や音色を演奏しており、同アニメのアルバム楽曲に収録されている音源も篠原の演奏で収録。宮園かをりの演奏シーンは篠原の動きを約10台のカメラで撮影したものを基に作画された。

### 音楽番組
- 題名のない音楽会（2003年3月23日、2012年11月11日、2022年4月23日、9月24日、10月15日、2023年4月29日、7月15日、7月22日、8月5日、11月4日、2024年1月20日、2月10日、11月9日、テレビ朝日系列）

### バラエティ
- 芸能人格付けチェック（2021年1月1日、2024年1月7日、テレビ朝日系列）
- どーんと鹿児島（2019年8月28日、2021年8月25、2022年8月24日、2023年8月30日、2024年9月11日、MBC南日本放送[注釈 15]）

### テレビアニメ
- 四月は君の嘘（2014年10月 - 2015年3月、フジテレビ）ヒロイン・宮園かをり モデルアーティスト